# 撒冷镇 (电影)
《撒冷镇》（英語：Salem's Lot）是2024年上映的美国超自然恐怖片，由蓋瑞·道柏曼执导、编剧，改编自斯蒂芬·金1975年出版的同名小说。电影由路易斯·普曼、麦肯茨·利、艾尔弗丽·伍达德、约翰·本杰明·西基、比尔·坎普、乔丹·普雷斯顿·卡特、尼古拉斯·克罗维蒂、斯潘塞·特里特·克拉克、威廉·托马斯·桑德勒和皮魯·艾斯貝克主演。本片是该小说第一部改编电影，之前曾分别于1979年和2004年改编成迷你剧。剧情讲述一位作家回到家乡耶路撒冷地获取创作灵感，结果在镇上发现一只吸血鬼。
电影于2024年9月25日作为超然电影节开幕片全球首映，同年10月3日上线流媒体平台Max。

## 梗概
作家本·米尔斯回到家乡耶路撒冷地获取创作灵感，结果发现小镇被一只嗜血的吸血鬼侵袭。在他的带领下，镇民与吸血鬼进行殊死抗争。

## 演员
- 路易斯·普曼 饰 本·米尔斯（Ben Mears）[2]
- 麦肯茨·利（英语：Makenzie Leigh） 饰 苏珊·诺顿（Susan Norton）[3]
- 艾尔弗丽·伍达德 饰 柯迪医生（Dr. Cody）[4]
- 约翰·本杰明·西基（英语：John Benjamin Hickey） 饰 卡拉汉神父（英语：Father Callahan）[5]
- 比尔·坎普（英语：Bill Camp） 饰 马修·伯克（Matthew Burke）[3]
- 乔丹·普雷斯顿·卡特（Jordan Preston Carter）饰 马克·皮特里（Mark Petrie）[6]
- 尼古拉斯·克罗维蒂（Nicholas Crovetti）饰 丹尼·格里克（Danny Glick）[6]
- 斯潘塞·特里特·克拉克 饰 迈克·瑞尔森（Mike Ryerson）[3]
- 威廉·托马斯·桑德勒 饰 帕金斯·吉莱斯皮（Parkins Gillespie）[7]
- 皮魯·艾斯貝克 饰 理查德·斯特拉克（英语：Kurt Barlow#Straker）[8]
- 亚历山大·沃德（Alexander Ward）饰 库尔特·巴洛（英语：Kurt Barlow）[9]
- 黛布拉·克里斯托弗森（英语：Debra Christofferson） 饰 安妮·诺顿（Anne Norton）[6]
- 凯德·伍德沃德（Cade Woodward）饰 拉尔夫·格里克（Ralph Glick）[6]
- 约瑟夫·马雷拉（Joseph Marrella）饰 托尼·格里克（Tony Glick）
- 德雷克·米尔斯（英语：Derek Mears） 饰 休伯特·马斯滕（Hubert Marsten）[10]

## 制作
《撒冷镇》改编自斯蒂芬·金1975年出版的同名小说。2019年4月，新線影業公开了这部电影，当时《荷里活報道》透露蓋瑞·道柏曼将担任电影的编剧和执行制片人，溫子仁出任制片人。在采访中，道柏曼被问到会不会沿用金小说《牠》改编电影《牠》（2017年）和《牠：第二章》（2019年）的编剧手法，他回复道：“我倾向于尽可能忠实小说剧情，除非出现难以改编成电影的地方”。
2020年4月，道柏曼宣布出任导演。2021年8月，路易斯·普曼出任主演。9月，主体拍摄在美国波士顿启动，迈克尔·伯吉斯负责摄影。取景地还包括麻薩諸塞州其他地方，包括伊普斯威奇，以及烏斯特縣的斯特靈鎮和克林頓鎮。普林斯頓的普林斯顿公共图书馆也被包场三天，用作取景地。2022年5月底6月初，补拍戏份。后期制作阶段，内森·巴尔和莉丝贝斯·斯科特担任作曲。据导演道柏曼介绍，电影时长从近三个小时缩短到了现在的100多分钟，其中包括在马斯滕大宅（Marsten House）拍摄的开场戏份。

## 发行
电影于2024年10月3日发行。原本定档2022年9月9日，也就是劳动节结束后的周末，参照华纳兄弟此前在该档期上映的恐怖片均获得成功而定。其后受COVID-19疫情影响后期制作进度，档期延迟到2023年4月21日，原档期由《鬼玩人：復活》顶替。
2023年10月，华纳兄弟计划将电影搬上流媒体平台Max，考虑到2023年美国演员工会大罢工“不断为Max创造内容需求”，惟该平台发言人表示电影未来的发行计划未有定论。2024年2月，金再次被问到电影的发行计划为何还没有定论，金表示“不清楚华纳兄弟为什么一拖再拖，电影又不是令人尴尬。（真实原因）谁知道呢。”2024年3月，电影确认上线Max，8月确定10月份上线。据电影发行商协会，电影于10月11日在英国和爱尔兰院线发行。电影于2024年9月25日作为超然电影节开幕片全球首映。

## 反响
根据評論匯總网站爛番茄汇总的55篇评论文章，47%的评论家给予该作正面评价，平均打分为5.4分（满分10分）。该网站总结的评论家共识是“作为一部老派的恐怖片，《撒冷镇》并不是斯蒂芬·金著名吸血鬼故事的权威改编，但可以为新一代观众重新介绍这部作品。” 在Metacritic上，15位影評人共給予了50分的分數（滿分100分），這部電影獲得了「評價褒貶不一或一般」。